# Pierre Louis du Cambout de Coislin
Pierre Louis du Cambout de Coislin, IV marchese di Coislin (Plessé, 12 febbraio 1769 – Plessé, 9 luglio 1837), è stato un generale, politico e nobile francese.

## Biografia
Pierre Louis du Cambout de Coislin apparteneva a un'antica e illustre casata nobile della Bretagna risalente al XII secolo e che aveva feudo sulle terre di Coislin, erette poi a marchesato nel 1634. Era il figlio primogenito di Pierre François du Cambout de Coislin (gennaio 1734 - 29 aprile 1817), III marchese di Coislin e di sua moglie, Louise Anne Françoise Charette de Briord (15 luglio 1748 - 16 settembre 1803). Una delle sue sorelle sposò Hyacinthe du Botderu.
Pierre-Louis entrò ancora giovanissimo nell'esercito francese e nel 1789 divenne colonnello. Emigrò all'estero con lo scoppio della Rivoluzione francese nel 1791 e decise di non fare ritorno in Francia sino alla Restaurazione borbonica nel 1815. Durante i Cento Giorni, prese il comando degli chouans della Loira inferiore e comandò un esercito 4000-5000 uomini, ma prese parte solo ad un numero limitato di combattimenti.
Il 22 agosto 1815, venne eletto deputato della Loira Inferiore nelle file degli ultrarealisti.
Promosso al grado di maresciallo di campo il 7 febbraio 1816, il 4 ottobre 1816 venne rieletto deputato.
Re Luigi XVIII lo chiamò al comando dei dipartimenti di Vienne, Meurthe e della 4ª brigata della 13ª divisione militare. Rimase membro della camera dei pari sino alla  morte, dopo aver prestato giuramento alla monarchia di luglio.

## Matrimonio e figli
Il 30 ventoso dell'anno XII (21 marzo 1804) ad Angers (Maine-et-Loire), sposò Pauline Claude de Collasseau (5 settembre 1785 - 23 marzo 1845), dalla quale ebbe:
- Pierre Adolphe (1805-1873), V marchese di Coislin
- Agathe Pauline (1807-?)
- Pierre Ernest (1809-1872), sposò il 19 luglio 1836 a Duclair (Seine-Maritime) la nobildonna Marie Césarée Eugénie de Valeurs (1818-1885), senza eredi;
- Charles Ferdinand Pierre (1812-1864), sposò l'8 settembre 1845 la nobile Elisabeth Anjorrant (1826 † 1847); ebbe discendenza.

## Stemma
| Immagine | Blasonatura                                                          |
| \| \|    | Pierre Louis du Cambout de Coislin Marchese e barone pari di Francia |
|          |                                                                      |